# پنتاگو

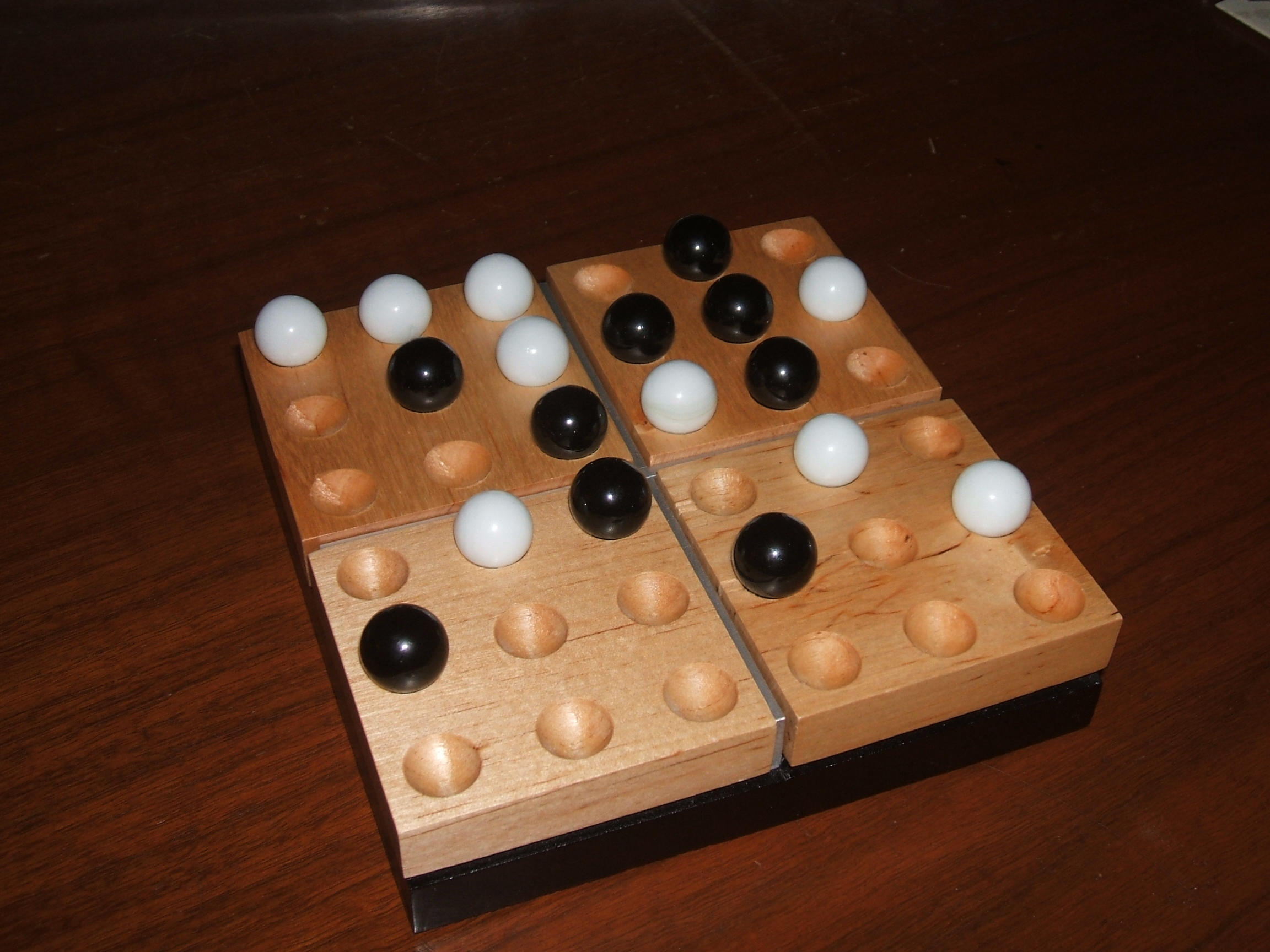

پنتاگو بازی فکری جذابی است که در سال ۲۰۰۴ توسط توماس فلودن سوئدی طراحی و ساخته شده‌است و از همان ابتدا هر ساله جوایز معتبری را از آن خود کرده‌است. از جمله آن که چند سال پیاپی (۲۰۰۱ تا ۲۰۰۵) به عنوان بهترین بازی سال در کشورهای مختلف برگزیده شده‌است. در این بازی ۲ نفره که در رده بازی‌های استراتژیک-انتزاعی طبقه‌بندی می‌شود. هر بازیکن به نوبت مهره‌ای را در صفحه قرار می‌دهد و سپس یکی از صفحه‌ها را به دلخواه ۹۰ درجه (در جهت یا خلاف جهت عقربه‌های ساعت) می‌چرخاند. اولین بازیکنی که بتواند پنج مهره از مهره‌هایش را در راستای افقی یا عمودی یا اریب و کاملاً پشت سر هم ردیف کند برندهٔ بازی است. سادگی روش یادگیری به همراه امکان پیگیری استراتژی‌های پیشرفته در این بازی به علت وجود قاعده چرخش صفحه‌ها پس از هر حرکت باعث می‌شود تا همهٔ افراد (مبتدی تا پیشرفته) از این بازی ساده و در عین حال عمیق فکری لذت ببرند.

## جوایز
- بازی برتر سال ۲۰۰۵ در کشور سوئد
- بازی برتر سال ۲۰۰۶ در کشور فرانسه
- برنده جایزه در جشنواره بازی‌های فکری منسا در سال ۲۰۰۶
- بازی برتر سال ۲۰۰۷ توسط مجله کودک خلاق

در کل این بازی تاکنون ۸ جایزه کسب کرده‌است.

## روش بازی

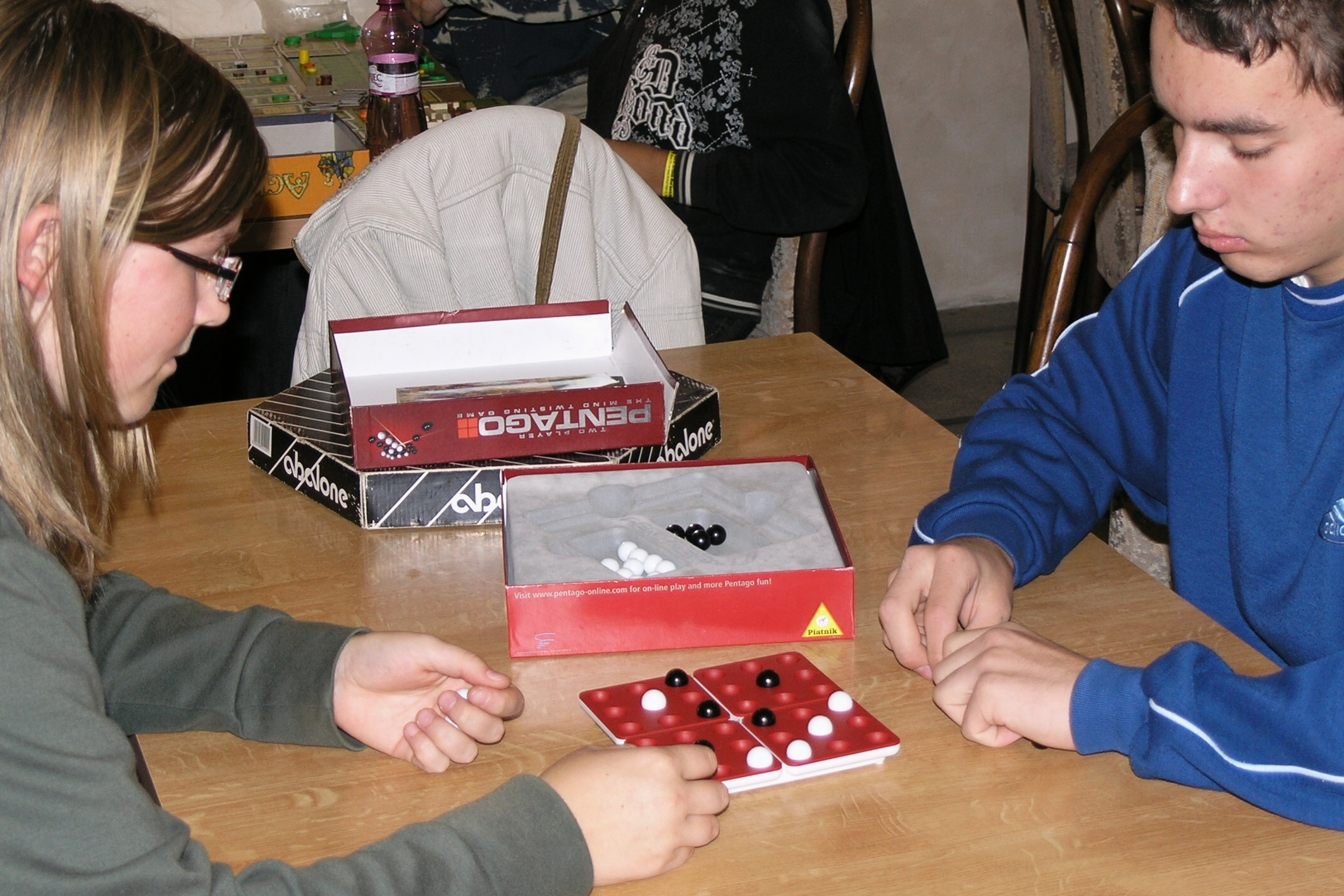
تصویری از دو بازیکن پنتاگو

۱- ابتدا رنگ مهره هر یک از دو بازیکن (سفید یا سیاه) و شروع‌کننده بازی را به قید قرعه انتخاب کنید.
۲- تلاش کنید پیش از رقیبتان پنج مهره خود را در هر جای صفحه در یک ردیف عمودی، افقی یا اریب پشت سر هم قرار دهید.
۳- در هر نوبت یک مهره خود را در هر جای صفحه که می‌خواهید قرار دهید. سپس باید یکی از چهار قسمت صفحه بازی را به دلخواه انتخاب کنید و به سمت راست یا چپ به اندازه ۹۰ درجه بچرخانید.
۴- اولین کسی که بتواند پنج مهره همرنگ خود را پشت سر هم ردیف کند برنده بازی است.
۵- در این بازی دو نفره هر بازیکن به نوبت مهره‌ای را در صفحه قرار می‌دهد و سپس یکی از صفحه‌ها را به دلخواه ۹۰ درجه (هم جهت یا خلاف جهت گردش عقربه ساعت) می‌چرخاند. اولین کسی که بتواند پنج مهره از مهره‌هایش را در راستای افقی، عمودی یا اریب پشت سر هم ردیف کند، برندهٔ بازی است. سادگی روش یادگیری به همراه امکان پیگیری استراتژی‌های پیشرفته در این بازی به علت وجود قاعدهٔ چرخش صفحه‌ها پس از هر حرکت باعث می‌شود تا همه افراد (مبتدی تا پیشرفته) از این بازی ساده و در عین حال عمیق فکری لذت ببرند.
۱- سیاه مهره‌ای را در صفحه قرار می‌دهد
۲- سپس یکی از صفحات را ۹۰ درجه می‌چرخاند.
۳- با ردیف شدن ۵ مهره در یک راستا سیاه برنده می‌شود
این بازی در عین سادگی، پیچیده و عمیق نیز هست و این قدرت را دارد که با حرکاتی ساده، ذهن کودک را بچرخاند و توانایی تفکر منطقی و تحلیل شرایط را برای او به ارمغان آورد.
قوانین : 
1-دست زدن به صفحه و نچرخاندن ان مشمول خطا است .
2-چرخاندن دو صفحه مشمول خطا است و باید صفحه دوم برکردانده شود و سپس با دو خطا به بازیکنی که این خطا را انجام داده به بازی ادامه داده شود.
3-نگه داشتن مهره در دست مشمول خطا میشود.
4-اگر دو بازیکن هم زمان به صورت پنج تایی مهره هایشان ردیف کردنه برنده بازی کسی است که اخرین حرکت را انجام داده .
5-هر دو اخطار یک خطا است و هر 3 خطا بازنده بازی را مشخص میکند.